# Билдърбъргска група
Билдърбъргска група, също Билдърбъргски клуб или Билдърбъргска конференция (на английски: Bilderberg Group) е група от влиятелни личности, които организират тайна неофициална ежегодна конференция в някои от най-известните хотели или курорти по света.
Тя се състои от около 130 участници, мнозинството от които бивши президенти, министри, банкери и собственици на средства за масова информация. Входът и присъствието на тази конференция се осъществяват само чрез лична покана. Мястото ѝ обикновено се редува – две последователни години в Европа, последвани от една в САЩ или Канада. През 2009 г. срещата е от 14 до 16 май в Атина, Гърция. През 2010 г. се очаква да е отново в Европа.
Активните членове на клуба са 383 души, като 128 от тях, или 1/3 са американци, а останалите – европейци и азиатци (японци, корейци, представители на Тайван, Сингапур и Хонг Конг). На конференциите се обсъждат национални въпроси на отделните страни, както и международната им политика.
Заседанията са засекретени, датите не се обявяват официално в пресата. Организацията и безопасността се осъществяват от страната, в която е срещата. Името „Билдърбъргска група“ идва от названието на хотел „Билдърбърг“ в малкия холандски град Остербек, където през май 1954 г. се състои първото заседание на клуба. Въпреки стремежа да се запази всичко в пълна тайна, понякога е невъзможно да остане в пълна тайна присъствието на едно място на бивши президенти, министър-председатели, крале, принцове и принцеси, канцлери, банкери и представители на крупни корпорации. Това предизвиква голям обществен интерес, а понякога и протести. Съществуват конспиративни теории, според които групата се опитва да създаде световно правителство и да подчини света на своята власт. Главната квартира на групата се намира в Ню Йорк.

## Някои участници

### Държавни глави, президенти, крале
- Бил Клинтън, бивш президент на САЩ [4]
- Маргарет Тачър, бивш министър-председател на Великобритания, бивш лидер на Консервативната партия на Великобритания
- Тони Блеър, бивш министър-председател на Великобритания, бивш лидер на Лейбъристката партия на Великобритания
- принц Филип (Великобритания)
- Хуан Карлос I, крал на Испания
- Кралица София Испанска, жена на Хуан Карлос I, кралица на Испания
- Беатрикс Холандска[5] – кралица на Нидерландия
- Валери Жискар д'Естен – бивш президент на Франция

### Членове на правителства, постоянни участници
- Хенри Кисинджър, бивш Съветник по националната сигурност на САЩ и Държавен секретар на САЩ
- Дейвид Рокфелер, ръководител на Международния съвет на банковото дело
- Нелсън Рокфелер, бивш вицепрезидент на САЩ
- Робърт Макнамара, министър на отбраната по времето на Кенеди и бивш президент на Световната банка
- Доналд Ръмсфелд, бивш министър на отбраната на САЩ
- Збигнев Бжежински, американски политолог и социолог
- Алън Грийнспан, дългогодишен глава на Федералния резерв на САЩ
- Кондолиза Райс, бивш Държавен секретар на САЩ

## Българи, взели участие на сбирките на Билдерберг
Това са Николай Камов през 1999 г., тогава народен представител в НС и през 2016 г. еврокомисарят Кристалина Георгиева.